# Enrico Morselli
Enrico Morselli (Modena, 17 luglio 1852 – Genova, 18 febbraio 1929) è stato uno psichiatra e antropologo italiano.

## Biografia
(Sergio Musitelli, Enrico Morselli, Storia della Medicina, Fratelli Fabbri Editori, Milano 1964, vol. II)

### Infanzia e adolescenza
Nel 1855, divenuto orfano di padre, si trasferì con la madre, in attesa della secondogenita Giuseppina, presso Correggio, ponendosi sotto la protezione di un potente prozio. Per volere di questi, Morselli frequentò prima un noto collegio religioso nel comune emiliano, poi un liceo privato a Modena.

### Carriera universitaria
Studiò presso la facoltà di Medicina e Chirurgia nell'università di Modena, dove prese parte alle lezioni di Giovanni Canestrini, zoologo, e di Paolo Gaddi, anatomista, che lo introdusse all'antropologia ed alla craniologia. In particolare questi gli mise a disposizione i reperti del Museo Anatomico Universitario da lui fondato. Nel luglio del 1874, infine, si laureò con una tesi, poi pubblicata da Loescher, dal titolo La trasfusione del sangue, in cui si provò a negare l'efficacia di tale pratica in ambito psichiatrico.

### Prime esperienze lavorative
Sotto invito di Carlo Livi, professore di Igiene e Medicina Legale, e direttore dell'Istituto Manicomiale di Reggio Emilia, il giovane prese la decisione di occuparsi di psichiatria, ed il 15 agosto 1874 fu assunto come medico praticante nel frenocomio da quegli diretto. Per di più, sempre sotto suggerimento di Livi, frequentò un corso di perfezionamento in Antropologia presso l'Istituto di Studi Superiori di Firenze tenuto da Paolo Mantegazza fondatore della Società Italiana di Antropologia e Etnologia.
Qui il dibattito culturale era condotto da filosofi come Felice Tocco e scienziati come Moritz Schiff; cosicché in un ambiente tanto vivace Morselli si trovò costretto ad una revisione degli approcci che aveva tenuto nei confronti della craniologia, nonché del metodo antropologico. Da queste influenze sarebbe poi nata La rivista di filosofia scientifica, che sarebbe divenuta organo del Positivismo Italiano per tutto un decennio, radunando intorno ad essa la maggior parte degli uomini di cultura e dei pensatori aderenti all'indirizzo positivo.
L'esperienza frenocomiale di S. Lazzaro rappresentò una svolta nella vita di Morselli, che poté recepire il moderno approccio psichiatrico di Livi, unitamente alla considerazione del valore insito nell'abbinamento di speculazione ed empirismo nelle scienze mediche. In quel periodo conobbe anche Augusto Tamburini, con il quale condivise la necessità di un rinnovamento del panorama della psichiatria in Italia. Con questi propose a Livi di fondare la tuttora esistente Rivista sperimentale di freniatria e medicina legale.
Contemporaneamente, dal 1875, Morselli lavorò, come assistente di Carlo Ghinozzi, nell'Arcispedale di Santa Maria Nuova in Firenze, occupandosi in particolare di neuropatologia come dimostrato dai costanti interventi su Lo sperimentale - Rivista medica fondata da Maurizio Bufalini - in cui si prediligeva un approccio clinico nei confronti del malato inteso nella sua interezza di uomo e non in relazione alla sua patologia..

### Maturità

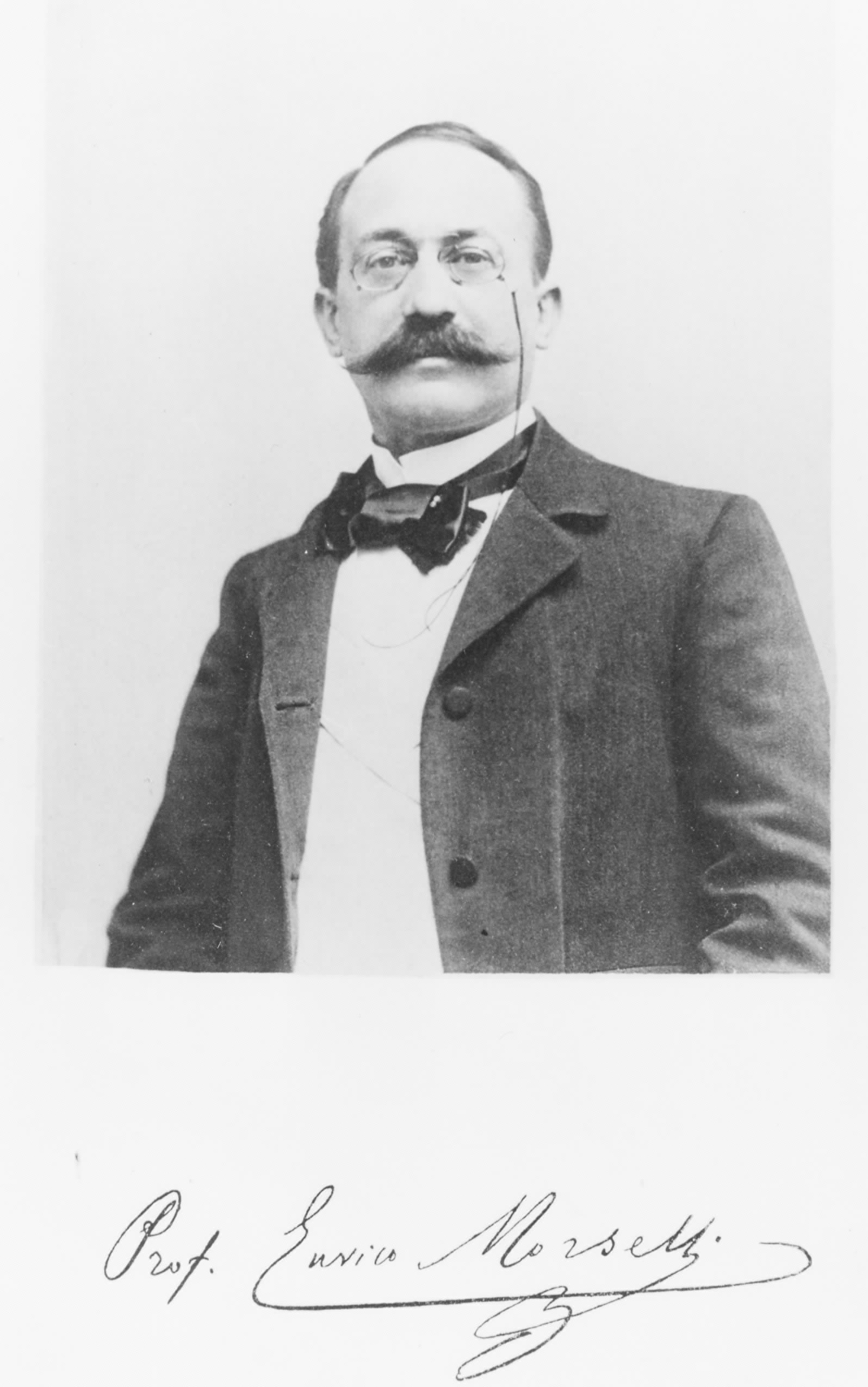
Enrico Morselli

Nel febbraio del 1877, all'età di 25 anni, sposata Maria Pia Regália, sorella del noto paleontologo positivista, si trasferì a Macerata dove era stato assunto come Direttore Medico Amministrativo del Manicomio di S. Croce: seguendo gli insegnamenti di Carlo Livi mirò alla definizione di un indirizzo terapeutico e non custodialistico dell'Istituto. In ossequio a questa sua visione dei fatti Morselli sarà il primo in Italia a concedere a gruppi di malati di uscire dall'Istituto di ricovero, di frequentare luoghi e locali pubblici.
Vinse il concorso indetto dal Regio Istituto Lombardo con il saggio Il suicidio. Saggio di statistica Morale comparata - 1879 -, opera che sarebbe stata pubblicata in lingua inglese nel 1887, ed ottenne così a Pavia la prima docenza in Clinica Psichiatrica.
L'opera ebbe subito un rilevante successo, tanto che attrasse l'attenzione di Émile Durkheim, il quale utilizzò in gran parte le analisi statistiche di Morselli come base empirica per la redazione di uno dei suoi libri più significativi: Il Suicidio. Studio di sociologia, uscito nel 1897.
Quindi iniziò l'insegnamento della disciplina a Torino dove diresse anche il Regio Manicomio della città. Dal 1887, poi, tenne dei corsi di Antropologia da cui sarebbe stato ricavato il saggio Antropologia generale. L'uomo secondo la teoria dell'evoluzione (1911). A questi anni risalgono alcune di quelle affermazioni che avrebbero fatto di Morselli uno di pionieri nel panorama della psichiatria in Italia. In riferimento all'atteggiamento degli infermieri nei confronti degli infermi, infatti, sostiene:
(Sergio Musitelli, Enrico Morselli, Storia della Medicina, Fratelli Fabbri Editori, Milano 1964, vol. II)
In ambiente Torinese conobbe sia Cesare Lombroso, con il quale aveva avuto occasione di compiere un viaggio estivo in Lunigiana, Lucchesia e Garfagnana per ragioni di studio antropometrico, che Eugenio Tanzi, con il quale condusse un lavoro di ricerca che avrebbe portato alla pubblicazione de Il magnetismo, la fascinazione e gli stati ipnotici. In questo testo, e nei successivi articoli pubblicati in varie riviste, difende l'interpretazione psicologica portata avanti dalla scuola di Nancy che, in contrapposizione alla lettura neurologica di Charcot, vede l'ipnotismo strettamente legato alla suggestione: facoltà presente in maggiore o minore quantità nell'individuo, sano o malato. Morselli e il suo gruppo di ricerca fu tra i primi in Italia a sostenere la lettura psicologica dell'ipnotismo in una psichiatria a orientamento fortemente organicista. Al VI Congresso della società Freniatrica Italiana (Novara, 8-14 settembre, 1889) Tamburini, inizialmente Charcotiano, propone una "teoria conciliativa" che fornisce una sintesi fra scuola di Nancy e scuola della Salpêtrière, sostenendo di fatto una lettura psicologica legata strettamente alla suggestione. Opera, questa, che finì per rappresentare la rottura totale con quell'ambiente accademico torinese all'interno del quale, Morselli, era già individuato come personalità "scomoda". Proprio per tale ragione questi rassegnò nel 1888, all'età di 37 anni, le proprie dimissioni e chiese il trasferimento presso l'Università di Genova.

### Periodo genovese
Nel 1890 Morsell fu chiamato ad occupare la vacante cattedra di clinica psichiatrica dell'ateneo ligure, rimasta libera alla morte di Dario Maragliano nel 1889.
Portò qui con sé Tanzi ma coltivò comunque un nutrito nucleo di allievi, tra cui ricordiamo Giuseppe Portigliotti, Giuseppe Vidoni, Moisey Kobylinsky. Negli anni gli fu affidato l'insegnamento di un numero variegato di discipline: da Psicologia forense e sperimentale, a Neuropatologia ed Elettroterapia, senza dimenticare Antropologia per la Scuola di preparazione per viaggiatori, istituita dalla Facoltà di Scienze. Nel 1894 accettò la direzione del dipartimento di Neurologia del policlinico, dove già alcuni anni prima aveva fondato una sezione ambulatoriale per le patologie psichiatriche, dove venivano offerti sia consulti gratuiti in favore di indigenti, che prestazioni a pagamento. Qualche anno dopo inaugurò Villa Maria Pia ad Albaro che prometteva cure modernissime per psicopatici, neuropatici e morfococainomani; il tutto dopo aver diretto nel 1887 lo stabilimento idroterapico di S. Maurizio Canavese, rivolto in particolare a donne affette da isterie e senza dimenticare la direzione dell'Istituto Paedagogium per bambini tardivi a Nervi. Proprio su queste numerose e variegate esperienze si basa la competenza che condusse Morselli alla definizione dei due fortunati volumi del Manuale di Semeiotica delle malattie mentali in cui tentò per la prima volta a coniugare empirismo e rigore classificatorio, e nella cui seconda edizione si dedicò particolare attenzione all'Esame psicologico della pazzia.
In questi anni iniziò ad interessarsi di fenomeni medianici, prima avvicinandosi ai temi con grande scetticismo; quindi, avendo fatti propri gli indirizzi della Society for Psychical Research, giunse alla redazione nel 1908 di un minuzioso diario dal titolo Psicologia e Spiritismo, dopo aver partecipato da attento osservatore delle sedute di Eusapia Palladino, tra le più note medium dell'epoca..
Fondò nel 1914 i Quaderni di Psichiatria, affidati alle cure redazionali del figlio, anch'egli psichiatra, nato nel 1879, che divennero, in tempo di guerra, luogo di scambio di opinioni relative ai nuovi problemi che il conflitto pose e che gli alienisti si trovarono a dover fronteggiare.
Convocato alla partecipazione alla guerra, presiedette l'Unione dei Medici Italiani per la Resistenza Nazionale, ed al termine della stessa iniziò a dimostrare i nuovi interessi per profilassi sociale ed eugenica, prendendo parte al Primo congresso Internazionale a Londra nel 1912.
Negli ultimi anni della sua vita si dedicò in particolare alla divulgazione, accompagnata da sue personali riserve, delle nuove istanze psicanalitiche di matrice freudiana già diffuse in Europa, ma ancora del tutto sconosciute in Italia. Così pubblicò due volumi col titolo La psicanalisi, che inviò allo stesso Freud, accompagnati da un pamphlet sul Sionismo, dimostrazione del nuovo interesse che la già poliedrica personalità di Morselli iniziava a coltivare. Interesse che avrebbe condotto il medico bolognese ad analizzare i nuovi panorami che la scienza freudiana offriva: quelli relativi a libido e sessualità. Di questi tardi studi ci rimangono, però, soltanto pochi scritti, raccolti in un'edizione postuma, editi sotto la curatela del figlio, e recanti il titolo Sessualità umana secondo la psicologia, la biologia e la sociologia, Torino 1931.

## Le riserve sulla psicanalisi
La prova più grande del desiderio di apertura, aggiornamento, lo dimostra con la pubblicazione nel 1926 di due volumi - dedicati uno a Roberto Ardigò, l'altro a Cesare Lombroso, due glorie del pensiero italiano - recanti il titolo de La Psicanalisi, tra i primi tentativi per introdurre nell'ambiente scientifico-culturale italiano il pensiero maturato da Sigmund Freud e la sua scuola; e nella redazione dell'opera il modenese si rifà perlopiù alla letteratura straniera sul tema, già abbondante di studi in varie lingue mentre in Italia sono ancora quasi assenti.
Da un punto di vista strettamente scientifico, Michel David sostiene, ne La psicanalisi nella cultura italiana, che Morselli non supera tuttavia lo stadio di "diligente compilazione" ed anzi pecca di "una quasi totale incomprensione verso il proprio tema".
A fronte di questa severa critica storica nei riguardi dello studioso modenese, sta la lettera inviata nel febbraio del 1926 a Morselli da parte di Freud,con franco ringraziamento per "la sua grande opera sulla psicanalisi", pur non nascondendo disappunto nei confronti delle evidenti riserve che l'italiano rivolge nei confronti della nuova materia. Scrisse Freud:
(Lettera ad Enrico Morselli, Sigmund Freud)
 Riserve che è lo stesso Morselli ad indicare nella prefazione:
(Prefazione a La Psicanalisi, Enrico Morselli)
.
Tutto ciò dà la sintesi definitiva delle intenzioni dell'Italiano nei confronti della nuova materia; sicché "passato il gran momento dell'infatuazione", Morselli sceglierà di convergere piuttosto verso la scienza "più sanamente somatica", come espressa allora in specie da Pavlov: teoria nettamente deterministica e per tal ragione sicuramente più vicina alla formazione positivistico-lombrosiana di Morselli.
A questo autore si deve la prima descrizione scientifica, nel 1891, del quadro psicopatologico di alcune fobie e della loro denominazione, fra cui:
- Tafofobia (o tafefobia), la paura irrazionale di essere seppelliti vivi;
- Dismorfofobia, la paura legata ad una visione distorta del proprio aspetto esteriore[18].

## Opere
- Conferenza sui rapporti fra il cervello e il pensiero, L'Eco delle Università, 1870
- Razze umane e la lotta per l'esistenza, Lo Studente, 1871
- La trasfusione del sangue, Loescher, Roma-Torino-Firenze, 1876; II ed., 1885
- Sul lavoro agricolo e industriale nei manicomi, San Severino Marche, 1877
- Le scuole per gli infermieri nel manicomio, Macerata, 1878
- Il suicidio. Saggio di statistica morale comparata, Dumolard, Milano, 1879, TO00315491
- Critica e riforma del metodo in antropologia, Roma, 1880
- Manuale di semeiotica delle malattie mentali, Milano, 1885
- Il magnetismo animale. La fascinazione e gli stati ipnotici, Roux e Favale, Torino, 1886, SBL0472026
- La dismorfofobia e la tafefobia nei loro rapporti con le forme consimili di pazzia del dubbio (paranoia rudimentaria), Tipografia della riforma medica, Napoli, 1891
- Biografia di un bandito: Giuseppe Musolino , Fratelli Treves, Milano, 1903.
- Psicologia e spiritismo, Fratelli Bocca Editori, Milano, 1908
- Antropologia generale. L'uomo secondo la teoria dell'evoluzione, Unione tipografico-editrice torinese, Torino, 1911 - un capitolo del volume è stato pubblicato a parte con il titolo L'umanità dell'avvenire, Brindisi, 2009 (consultabile on-line)
- L'uccisione pietosa (Eutanasia) in rapporto alla medicina, alla morale e all'eugenica, Torino: Fratelli Bocca Editori, Torino, 1923. Qui il link diretto all'opera: https://it.wikisource.org/wiki/L'uccisione_pietosa
- La Psicanalisi, Fratelli Bocca Editori, Torino, 1926 (consultabile on-line: volume 1 e volume 2)

## Collaborazioni con Riviste ed Editoriali
- Rivista sperimentale di freniatria e di medicina legale in relazione con l'antropologia e le scienze giuridiche e sociali, fondata con Tamburini e LIvi nel 1875, tutt'oggi attiva
- Redattore della rivista Lo Sperimentale fondata da Maurizio Bufalini nel 1858
- Fondatore nel 1878 de La gazzetta del Manicomio di Macerata
- Collaboratore del Giornale della Reale società italiana d'igiene
- Fondatore nel 1881 della Rivista di filosofia scientifica
- Partecipazione alla Rivista di patologia mentale e nervosa, curata dalla clinica psichiatrica di Firenze a partire dal 1896, all'interno della quale postula l'esigenza di una legislazione più adeguata nei confronti degli alienati
- Partecipazione alla Rivista ligure di scienze, lettere e arti, organo della Società di letture e conversazioni scientifiche, di cui egli fu direttore dal 1899 al 1910
- Fondatore nel 1914 de i Quaderni di psichiatria
- Scrisse la prefazione di Prostitute e prostituzione, di Giuseppe Vidoni, Lattes 1921.